# Alexa Nisenson
 (décembre 2019).
Alexa Nisenson est une actrice américaine née le 8 juin 2006 aux États-Unis à Boca Raton en Floride. 

## Filmographie

### Longs métrages
- 2016 : Middle School: The Worst Years of My Life de Steve Carr : Georgia
- 2017 : Combat de profs de Richie Keen : Ally
- 2018 : Orphan Horse de Sean McNamara : Shelly

### Série télévisée
- 2015 : Constantine : Geraldine Chandler (1 épisode)
- 2017 : Good Behavior : Appel (2 épisodes)
- 2018 : Will et Grace : Karen (jeune) (1 épisode)
- 2018-2023 : Fear The Walking Dead : Charlie